# Йевенштедт
Йевенштедт (нем. Jevenstedt) — община в Германии, в земле Шлезвиг-Гольштейн.
Входит в состав района Рендсбург-Экернфёрде. Подчиняется управлению Ефенштедт. Население составляет 3280 человек (на 31 декабря 2010 года). Занимает площадь 45,44 км².